# Kongehøj (Aabenraa)
Legenden om Dannebrog fortæller, at Kongehøj eller Kongens Høj i Hjelm Skov ved Aabenraa er stedet, hvor Valdemar Sejr efter estlandstogtet i 1219 fremviste det danske flag Dannebrog, der var faldet ned fra himlen ved slaget ved Lyndanisse (Tallinn). I 1969 blev der på stedet rejst en mindesten ved 750-års jubilæet for slaget ved Lyndanisse. 
I Aabenraa har en skole fået navnet Kongehøjskolen.55°02′09″N 9°23′01″Ø / 55.035969°N 9.383614°Ø